# Live at Roseland: Elements of 4
Live at Roseland: Elements of 4 es el quinto álbum en DVD de la cantante estadounidense Beyoncé. Fue dirigido Ed Burke y Anthony con la cantante, quien también lo produjo ejecutivamente. Se filmó durante la revista 4 Intimate Nights with Beyoncé, que tuvo lugar en el Roseland Ballroom en Nueva York en agosto de 2011. La edición estándar, titulada Live at Roseland, fue lanzada exclusivamente en tiendas Walmart en los Estados Unidos el 21 de noviembre de 2011. La edición de lujo, Live at Roseland: Elements of 4, fue publicada en todo el mundo cuatro días después como un DVD de dos discos con el concierto completo, imágenes extra fuera del escenario, un folleto de 20 páginas y siete vídeos musicales y un detrás de escenas.
Sony Music Entertainment y Columbia Records promovieron Live at Roseland: Elements of 4 mediante proyecciones en vivo del DVD. También fue promovido a través de diferentes adelantos y actuaciones en directo de algunas canciones publicados. El concierto completo se estrenó exclusivamente en Vevo el 20 de noviembre, un día antes del lanzamiento del DVD. Durante el mismo día, Beyoncé realizó una proyección del DVD en el Teatro París, en la ciudad de Nueva York, a la que asistieron varios de sus fanáticos. Una APP de Live at Roseland: Elements of 4, titulada Beyoncé: Live at Roseland fue publicada el 6 de enero de 2012. El DVD recibió una respuesta positiva por parte de la crítica musical, quienes alabaron la presentación en vivo de Beyoncé en la revista, el concepto de documental y el material íntimo de la vida personal de Beyoncé. Además fue incluida en las listas de los mejores DVD de 2011.
Tras su lanzamiento, el DVD entró en varias listas internacionales, alcanzando el número uno en la lista holandesa Music DVD Top 30 y el número dos en el Top Music Videos de Billboard. También logró estar entre los diez primeros lugares en casi todos los países europeos desde su lanzamiento. Las ediciones estándar y de lujo del DVD fueron certificadas con disco de oro y platino, respectivamente, por la Recording Industry Association of America (RIAA). También fue certificada platino por la Australian Recording Industry Association (ARIA) y oro por la Związek Producentów Audio Video (ZPAV).

## Antecedentes y publicación

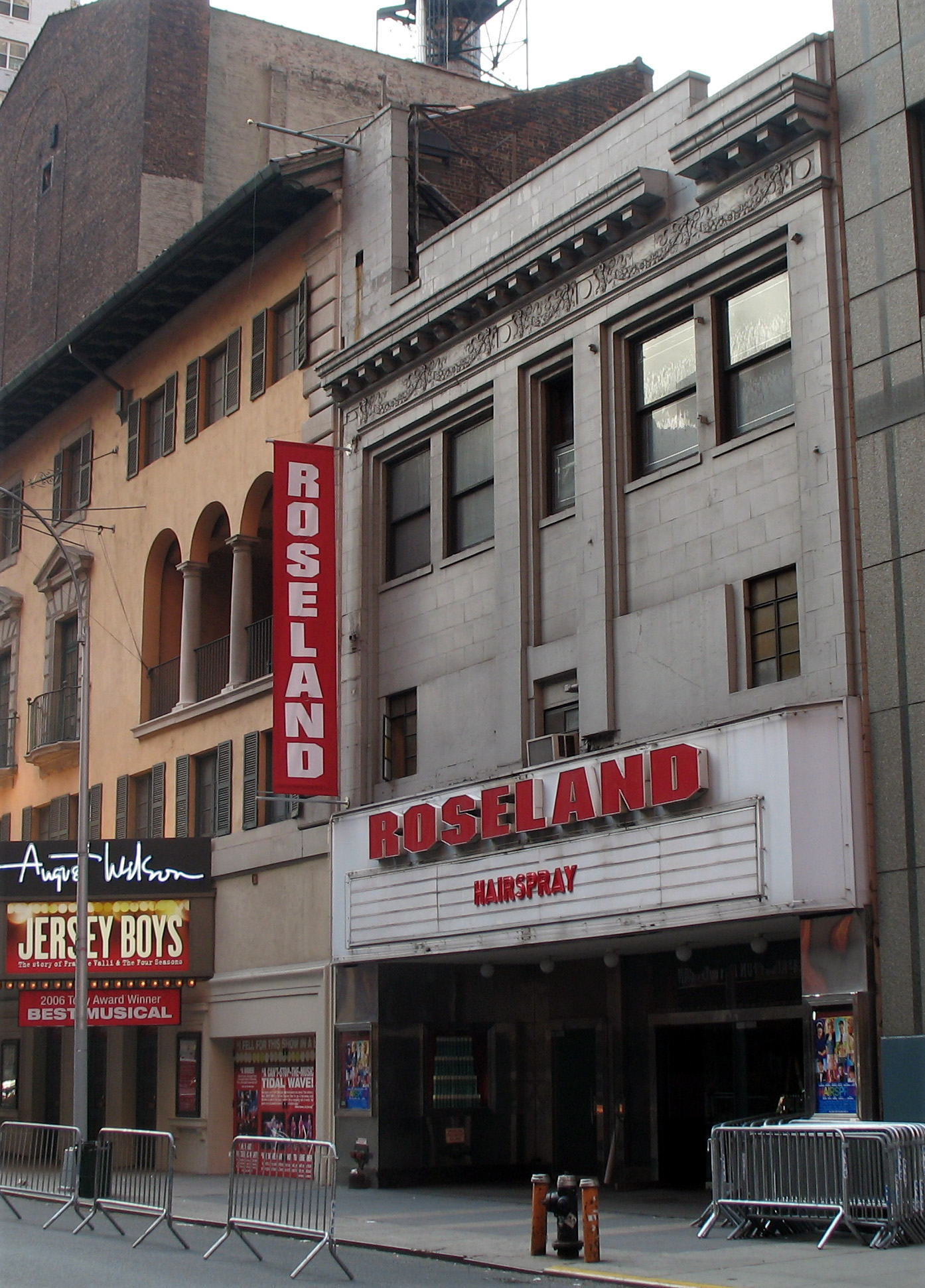
La revista se llevó a cabo en el Roseland Ballroom de Nueva York a un público de pie.

Live at Roseland: Elements of 4 fue dirigido por Beyoncé, Ed Burke y Anthony Green, y fue producido ejecutivamente por la cantante misma. El DVD cuenta con las actuaciones de la revista 4 Intimate Nights with Beyoncé, que se celebró en el Roseland Ballroom en Nueva York en agosto de 2011. El concierto se llevó a cabo en cuatro noches no consecutivas, donde Beyoncé interpretó canciones de su álbum 4, así como material de sus publicaciones anteriores y un popurrí de los éxitos de Destiny's Child. Con el respaldo de su banda de mujeres, The Mamas, las actuaciones cuentan con historias que detallan el viaje de Beyoncé antes del álbum 4, incluyendo sus años antes y con Destiny's Child. Live at Roseland: Elements of 4 también incluye material intimo y personal nunca antes visto de Beyoncé, incluyendo su tiempo con Destiny's Child, viajar y salir de fiesta con su familia, el ensayo de «1+1» en el backstage de American Idol, que fue filmado por su marido Jay-Z, otras actuaciones en directo y un vistazo del vestido de novia de la cantante. Algunas de las escenas de detrás de las cámaras en el DVD se incluyeron anteriormente en el álbum en vivo de Beyoncé, I Am... Yours: An Intimate Performance at Wynn Las Vegas (2009).
La edición estándar de Live at Roseland: Elements of 4, titulada solamente Live at Roseland, fue lanzada exclusivamente a través de las tiendas Walmart en los Estados Unidos el 21 de noviembre de 2011. La edición de lujo fue lanzada como un DVD de dos discos en todo el mundo desde el 25 de noviembre del mismo año, cuatro días después, ofreciendo el concierto completo, imágenes extra fuera del escenario, un folleto de 20 páginas y una antología de vídeo con siete vídeos musicales de 4; Incluye los clips de «1+1», «Best Thing I Never Had», «Party», «Love on Top», «Countdown», «Run the World (Girls)» y «Dance for You». Beyoncé se asoció con ZTE Live Labs para crear la APP Beyoncé: Live at Roseland, que estaba disponible desde el 5 de enero de 2012 para iPhones y iPads. La aplicación cuenta con todo el concierto y galería de fotos de las actuaciones durante la revista 4 Intimate Nights with Beyoncé, así como el contenido de bonificación de detrás del escenario del Roseland Balroom y el detrás de la cámara de los vídeos musicales de Beyoncé. El 22 de marzo de 2012, Live at Roseland: Elements of 4 se hizo disponible en todo el mundo.

## Promoción

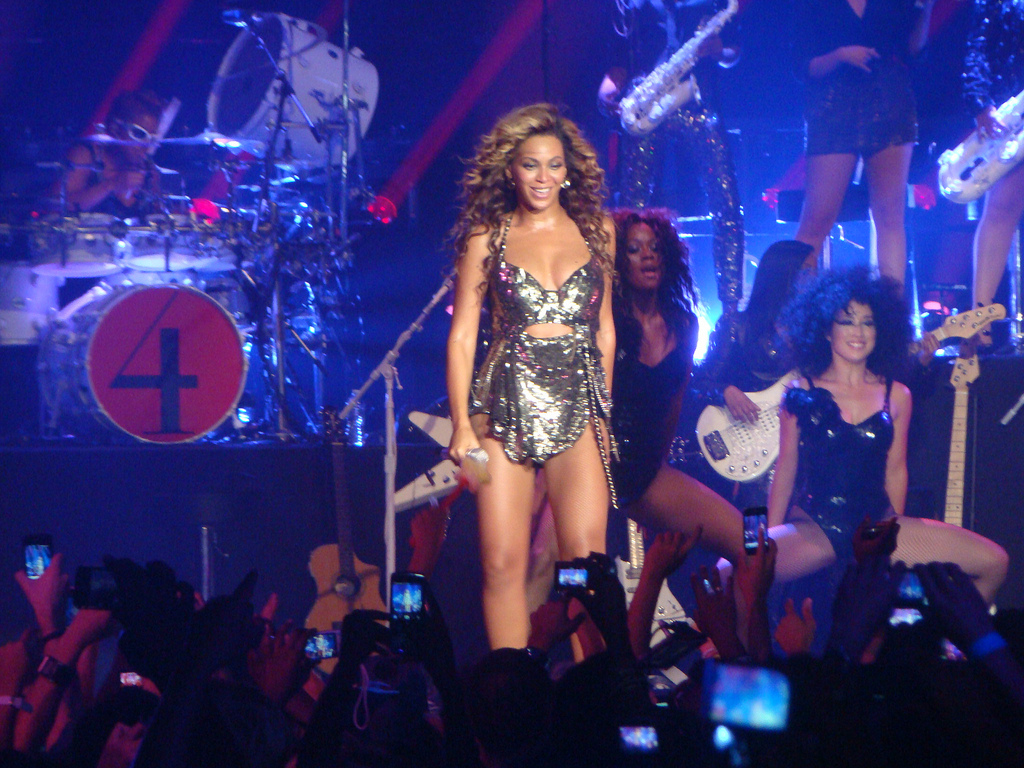
En el DVD, la representación de «End of Time» de la revista se mezcló con la interpretación de la canción en el Festival de Glastonbury de 2011 y en el concierto secreto en el O2 Shepherds Bush Empire de Londres en junio de 2011.

En septiembre de 2011, Beyoncé publicó varias vistas previas del detrás de escenas del concierto en línea. El 7 de noviembre de 2011, Sony Music realizó dos proyecciones del DVD en sus oficinas de Nueva York, en presencia del personal de las revistas Rolling Stone, Essence, la agencia de noticias Reuters, Billboard, el periodista británico Piers Morgan, Angel Laws de Concrete Loop y Kierna Mayo de la revista Ebony. Un avance promocional de un minuto y cuatro segundos de Live at Roseland: Elements of 4 fue lanzado en línea el 9 de noviembre de 2011. Las presentaciones en vivo de «End of Time» y «I Was Here», que se añadieron en el DVD, se estrenaron en línea el 16 de noviembre de 2011. Las actuaciones de «I Miss You» e «Independent Women», se estrenaron en línea al día siguiente a través de la página web de Black Entertainment Television. La película del concierto completo se estrenó exclusivamente en Vevo el 20 de noviembre a las 5:00 p. m.. Durante ese mismo día, Beyoncé realizó una proyección del DVD en el Teatro París, en la ciudad de Nueva York, en donde asistieron fanáticos. El 16 y 17 de noviembre de 2011, respectivamente, Rap-Up y The Village Voice colaboraron con Columbia Records y organizaron un concurso en sus sitio web oficial, donde seis lectores de las revistas podían ganar entradas para la proyección del vídeo. En la proyección, ella habló de su revista 4 Intimate Nights with Beyoncé con la Associated Press, diciendo: 

«Todo el tiempo que sin duda estaba pensando, "Todo el mundo sabe, todo el mundo puede ver."... Sólo quería dar todo lo que podía... Cuando estás embarazada, es un poco más difícil respirar, así que era difícil haciendo todas las coreografías y las canciones al mismo tiempo. Acabo de recibir mi fuerza de todo el amor de los fanáticos. Puedo ver todos mis súper admiradores entre el público cuando estoy interpretando porque están haciendo la coreografía más difícil que yo. Algunos de los aficionados estaban como, "B[eyoncé], será mejor que me ponga en este DVD." Así que me aseguré de hacerlo».

 Ella explicó además la inclusión de vídeos en DVD diciendo: «Yo siempre he hecho diarios en vídeo. Yo no twitteo, pero aun así es importante [que la] gente tenga una idea de lo que soy». El séptimo vídeo musical de la antología de vídeo, «Dance for You», se estrenó en línea el 25 de noviembre de 2011. La presentación en vivo de «I Care» en el DVD fue publicado en línea el 21 del siguiente mes. Como parte de la promoción, el concierto también fue transmitido por televisión; se emitió el 25 de diciembre de 2011 en la canal de televisión británico 4Music y cinco días después en Channel 4. El vídeo de «Love on Top» se estrenó en línea en enero de 2012 y fue lanzado en iTunes Store el 11 de enero de 2012.

## Contenido y sinopsis

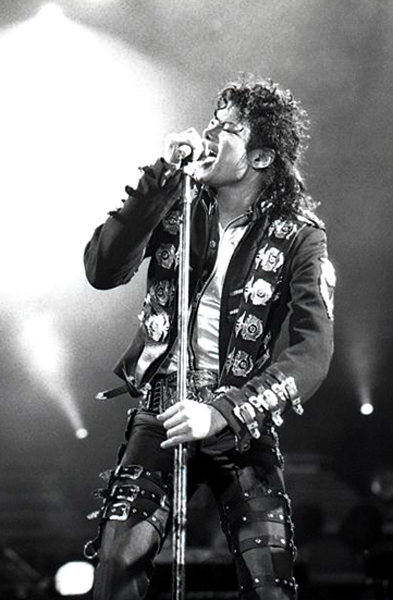
Beyoncé abrió el show con «I Wanna Be Where You Are» de Michael Jackson (en la imagen) en la revista. También ha versionado la canción durante su revista de 2009 I Am... Yours.

El espectáculo comienza con Beyoncé subiendo al escenario diciendo «Esto va a ser un poco diferente. Será más íntimo», antes de que ella comenzará revelando múltiples historias de su historia musical —audiciones con Destiny's Child a partir de los nueve años, la precoz y frecuente participación de su padre manejando la carrera de su hija y el despido por parte de Elektra Records. Después de profundizar en su historia musical, Beyoncé indica «Yo sólo quiero tener un buen rato con ustedes», antes de que comience el repertorio de la revista con su interpretación de «I Wanna Be Where You Are» de Michael Jackson. Tras su interpretación, Beyoncé comienza un popurrí de los éxitos de Destiny's Child, parando entre cada pista para hablar de su vida y la forma de pensar en cada etapa de su carrera. Durante su actuación de «Independent Women», la cantante revela cómo su padre, Matthew Knowles, presentó el tema a la banda sonora de la película Los ángeles de Charlie (2000) sin permiso, y revela que quería escribir una canción «que celebrara las curvas de una mujer» inspirada por el riff de guitarra de «Edge of Seventeen» (1982) de Stevie Nicks en «Bootylicious» y afirma que «con mucho éxito viene una gran cantidad de negatividad... estaba siendo desagradable, pero me inspiraron» antes de realizar «Survivor».
Después de «'03 Bonnie & Clyde», la última canción en el popurrí, Beyoncé comenzó a contar la historia de cómo su primer álbum llegó al éxito, afirmando que «[La disquera] me dijo que no iba a tener un éxito en mi álbum. Supongo que estaban algo en lo cierto. ¡Tuve cinco!». Beyoncé continuó con una versión ralentizada y más jazz de «Crazy in Love», permitiendo a la orquesta a aumentar en lugar de transformar el sonido en las pistas. En «Irreplaceable», Beyoncé invita a la multitud a cantar con ella. Después de afirmar «El 4 de abril de 2008, alguien me puso un anillo», Beyoncé tenía el público, que contenía hombres y mujeres entre las edades de 8 a 38, a voltear sus manos hacia el número uno en el Billboard Hot 100, «Single Ladies (Put a Ring on It)».
Beyoncé comienza a realizar prácticamente todas las canciones de 4, comenzando con «1+1», donde se encuentra de rodillas encima de un piano envuelta en humo y luces de tonos rojos, que recuerdan a su actuación en la final de American Idol. Beyoncé que continúa por la lista de canciones originales del álbum, con una versión de «I Care», donde sacude su pelo para el sonido melancólico y ritmo inquietante de la canción, mientras sigue con una voz impecable. «I Miss You» comienza con la cantante interpretándola mientras está sentada, mientras que la alteración de la canción terminan con la voz y los instrumentos adicionales. «Best Thing I Never Had» sigue después, con una ligera alteración en la melodía. Beyoncé luego hace una disolución lenta de «Party» mientras parte del público balanceaba sus brazos hacia adelante y hacia atrás. Beyoncé comenzó la armonización con sus coristas para «Rather Die Young», antes de seguir a una versión muy coreografiada de «Love on Top», donde realizó una revisión uptempo. Ella luego sigue con la cuenta regresiva de «Countdown», más adelante permitiendo que el público termine la cuenta atrás de nueve a uno. «End of Time» y «Run The World (Girls)» eran seguidas con sus propias rutinas de baile y se utilizaron pantallas de luz extravagantes para su presentación. El espectáculo termina con la última canción, la balada de autoempoderamiento «I Was Here», cambiando el final del último verso con «Roseland, estábamos aquí».

## Recepción crítica
Live at Roseland: Elements of 4 recibió reseñas positivas de los críticos de música, quienes elogiaron las actuaciones de las canciones, las habilidades vocales de Beyoncé y su estilo de documental. Nate Chinen del New York Times comparó el DVD con el disco Live at the Royal Albert Hall de la cantante británica Adele, el cual también fue lanzado el 25 de noviembre de 2011. El observó que los discos «comparten algunas afinidades interesantes» comentando: «Naturalmente hay la valorización de gran alcance, el canto ágil; hay expresiones explícitas de gratitud, en medio de un aire implícito de conquista. Puntualmente, también existe la sugerencia de actuación como testimonio, el repertorio que figura como narrativa personal. En ambos casos, el tema del auto-empoderamiento femenino juega, a veces un poco torpe, contra el hecho de una pareja de sexo masculino no identificado, pero específico». Sin embargo, Chien comentó que Live at Roseland: Elements of 4 «hace un espectáculo hermético de movimiento». Elysa Gardner de USA Today menciona al DVD junto con Live at the Royal Albert Hall de Adele como los principales DVD de diciembre de 2011.
Kat George de VH1 le dio una opinión positiva, describiendo las escenas como «conmovedoras, inspiradoras e infecciosas», mientras que también las llama «inmaculadamente producidos». Ella escribió que «apretado y conciso, no hay carga en el DVD Live At Roseland — es de alta energía desde el principio hasta el final, y no le da la oportunidad de quedarse o perder el interés». George continuó describiendo el álbum como «íntimo», que según ella le da «la magia de Beyoncé - incluso cuando ella está hablando a las masas [de público], ella está realmente hablándote, y solo a ti». Ella terminó su opinión diciendo que el álbum ofrece una velada personal con Beyoncé, junto con una «gracia absoluta y suprema humildad». Sian-Pierre Regis de MTV describió al álbum como una «deslumbrante película de estilo doc» y señaló que Beyoncé muestra su lado más «suave» a la vez que ella lo llamaba «un regalo que sigue dando». Melissa Maerz de Entertainment Weekly escribió que «De acuerdo a... el DVD Live at Roseland: Elements of 4... [El cual] encuentra a Beyoncé contando su historia de vida a través de sus canciones... [Ella] ha hecho un montón de cosas increíbles en su vida». Maerz y Leah Greenblatt de la misma publicación calificaron como un momento espectacular cuando Beyoncé cantaba los éxitos de Destiny's Child, y, además, apreciaron como sentimental en el instante en que la cantante interpretó «I Miss You». No obstante, consideraron como innecesario la introducción con su «acento tejano». Gordon Smart de The Sun elogió el romance entre Beyoncé y Jay-Z en el DVD, señalando que era interesante verla hablando de su vida amorosa, porque ella siempre ha mantenido su vida privada en secreto. J.J. Anisiobi y Donna Mcconnell del Daily Mail elogiaron el hecho de que el DVD muestra a Beyoncé «desde la fanática de la música de cinco años de edad a una artista consumada».
Andrew Martin de la revista Prefix señaló: «Está siendo [Live at Roseland: Elements of 4] llamado su trabajo más personal hasta la fecha, y desde el aspecto del misma, que la apreciación no está demasiado lejos». Escribiendo para The Wrap, Chris Willman comparó el álbum con la serie documental estadounidense This Is Your Life. Willman también comentó que el DVD era «muy impresionante, y casi todos un poco molesto, si el solipsismo no es lo suyo» y que «incluso en su más egoísta, ella nunca es [Beyoncé] extrañamente completamente agradable. Ella en realidad podría ser la megalómana más bondadosa del mundo». Él también llamó «bastante gloriosa» a la cantante y señaló que «las versiones en vivo del material de ‘4’ es más estimulante que los equivalentes de [las versiones en el] estudio, con la banda de mujeres de ocho piezas de Beyoncé haciendo que todo suene como la gran polinización cruzada contemporánea urbana y soul de los años 70 que usted esperaría». Alabando el «magnetismo animal» de la intérprete durante las representaciones de las canciones, Simon Gage del Daily Express dijo que «Beyoncé brilla cuando se trata de escenificar». Chuck Arnold de la revista People comentó que las canciones de 4 suenan «aún mejor» interpretadas en el álbum en DVD. Darryl Sterdan del sitio web Jam! dijo que en su opinión, «Con su mezcla habitual de majestad divatastica, la intimidad chica de al lado y la energía ilimitada, B[eyoncé]... rebobina su carrera y realiza su más reciente CD en un salón de baile de Nueva York».

### Reconocimientos
Un periodista de The Boston Globe puso al disco en la lista de los «Mejores DVDs para regalar esta temporada [de navidad]» para el 2011 diciendo: «Para bien o para mal, los vídeos de Beyoncé para su último álbum, ‘4’, han zumbado este año, y el doble disco de la edición de lujo reúne a todos en un DVD». Los escritores de Billboard también poner el álbum en su lista de las "Mejores DVDs Documentary & Live" para regalar en 2011. Los escritores de Billboard también colocaron al álbum en su lista de los «Mejores DVDs de documental & en vivo» para regalar en 2011. Los autores comentaron que el DVD era «una oportunidad de experimentar [sus] los últimos conciertos con entradas agotadas con una virtual cortesía en primera fila». Además añadieron que contenía «lo mejor de cuatro noches de pie». Sasha Frere-Jones de The New Yorker menciona al DVD en su lista de «Lo Mejor de la Música 2011: Los Cantores de América» alabando a los «éxtasis firmemente acorralados» de la revista comentando: «Fue emocionante ver [el álbum] no porque el espectáculo era extraordinariamente inteligente—Beyoncé simplemente nació para estar en el escenario, use ropa brillante, y trabajó una habitación—sino porque Beyoncé quiere decir que, lo quiera, tiene la voz, y sabe a quién contratar para dar cuerpo a sus ideas». Él añadió: «Y esta visión parece ser la de ella, ya que es demasiado idiosincrásico una malla de sabores y texturas para reflejar algún plan de reacciones públicas tímidas». El vídeo en vivo de «I Was Here» de Live at Roseland: Elements of 4 recibió una nominación en los Premios NAACP Image presentados el 17 de febrero de 2012, en la categoría de Mejor video musical. Sin embargo perdió ante «Where You At» de Jennifer Hudson.

## Recepción comercial
En los Estados Unidos, Live at Roseland: Elements of 4 debutó en el número tres en la lista Top Music Videos de Billboard el 10 de diciembre de 2011. La semana siguiente subió al número dos, que también se convirtió en su mejor posición, detrás de Live at the Royal Albert Hall (2011) de Adele. El DVD pasó más de semanas en el conteo. La edición estándar del álbum fue certificado oro, mientras que la edición de lujo fue disco de platino por la Recording Industry Association of America (RIAA) en febrero de 2012. Se convirtió en el segundo DVD más vendido de 2011 en los Estados Unidos. El año siguiente, Live at Roseland: Elements of 4 se ubicó en el tercer lugar en la lista de fin de año del Top Music Video de Billboard.
En el Reino Unido, el álbum debutó en el número ocho en la lista Top 40 Music Video 7 de diciembre de 2011. En Australia, el DVD alcanzó el número tres en el ARIA Music DVDs Chart. Fue certificado platino por la Australian Recording Industry Association (ARIA) por vender más de 15 000 copias. En Polonia, el álbum fue certificado oro por la Związek Producentów Audio Video (ZPAV) en su primera semana, vendiendo más de 5000 copias. En el conteo alemán Music-DVD Top-20, Live at Roseland: Elements of 4 logró en el número diez en diciembre del mismo año. En la Music DVD Top 30, el DVD debutó en el número cuatro. El 11 de febrero de 2012, su undécima semana en la lista, alcanzó la primera posición En el DVD Chart de Oricon en Japón, el álbum alcanzó el puesto número sesenta y dos el 1 de enero del mismo año. Se convirtió en el segundo DVD de música más vendido de 2011 en todo el mundo.

## Lista de canciones
| The Journey B 4... |                                    | |          |  |
| N.º                | Título                             | Escritor(es)                                                                                            | Duración |  |
| 1.                 | «Intro»                            | Rie Tsuji                                                                                               | 1:54     |  |
| 2.                 | «I Wanna Be Where You Are»         | Arthur Ross y Leon Ware                                                                                 | 2:37     |  |
| 3.                 | «No, No, No Part 1»                | Vincent Herbert, Robert Fusari, Calvin Gaines y Mary Brown                                              | 1:30     |  |
| 4.                 | «No, No, No Part 2»                | Herbert, Fusari, Gaines y Brown                                                                         | 1:19     |  |
| 5.                 | «Bug a Boo»                        | Kevin Briggs, Kandi, Beyoncé Knowles, LeToya Luckett, Latavia Roberson y Kelendria Rowland              | 0:32     |  |
| 6.                 | «Bills, Bills, Bills»              | Briggs, Kandi Burruss, B. Knowles, Luckett y Rowland                                                    | 0:45     |  |
| 7.                 | «Say My Name»                      | Rodney Jerkins, Fred Jerkins III, LaShawn Daniels, B. Knowles, Luckett, Rowland, Roberson y Kobe Bryant | 0:46     |  |
| 8.                 | «Jumpin', Jumpin'»                 | B. Knowles, Rufus Moore y Chad Elliot                                                                   | 0:30     |  |
| 9.                 | «Independent Women Part I»         | B. Knowles, Samuel Barnes, Cory Rooney y Jean Claude Olivier                                            | 2:27     |  |
| 10.                | «Bootylicious»                     | B. Knowles, Fusari, Falonte Moore y Stevie Nicks                                                        | 1:50     |  |
| 11.                | «Survivor»                         | B. Knowles, Anthony Dent y Mathew Knowles                                                               | 2:16     |  |
| 12.                | «'03 Bonnie & Clyde»               | Shawn Carter, Kanye West, Prince, Darryl Harper, Ricky Rouse, Tupac Shakur y Tyrone Wrice               | 1:01     |  |
| 13.                | «Crazy in Love»                    | B. Knowles, Rich Harrison, Carter y Eugene Record                                                       | 6:01     |  |
| 14.                | «Dreamgirls»                       | Henry Krieger y Tom Eyen                                                                                | 1:02     |  |
| 15.                | «Irreplaceable»                    | B. Knowles, Mikkel S. Eriksen, Tor Erik Hermansen, Espen Lind, Amund Björklund y Shaffer Smith          | 2:02     |  |
| 16.                | «Single Ladies (Put a Ring on It)» | B. Knowles, Christopher Stewart, Terius Nash y Thaddis Harrell                                          | 3:34     |  |

| 4   |                                  | |          |  |
| N.º | Título                           | Escritor(es) | Duración |  |
| 17. | «I Care»                         | Jeff Bhasker, Chad Hugo y B. Knowles                                                                            | 4:05     |  |
| 18. | «I Miss You»                     | Frank Ocean, Shea Taylor y B. Knowles                                                                           | 3:23     |  |
| 19. | «Run the World (Girls)»          | Nash, B. Knowles, Wesley Pentz, David Taylor, Adidja Palmer y Nick van de Wall                                  | 2:55     |  |
| 20. | «1+1»                            | Nash, Stewart y B. Knowles                                                                                      | 5:37     |  |
| 21. | «Party»                          | K. West, Jeff Bhasker, B. Knowles, André 3000, Dexter R. Mills, Douglas Davis y Ricky Walters                   | 3:09     |  |
| 22. | «Love on Top»                    | B., Nash y S. Taylor                                                                                            | 4:22     |  |
| 23. | «Best Thing I Never Had»         | Kenneth Edmonds, Antonio Dixon, Patrick Smith, B. Knowles, S. Taylor, Larry Griffin, Jr. y Caleb McCampbell     | 5:12     |  |
| 24. | «Countdown»                      | Nash, S. Taylor, B. Knowles, Ester Dean, Cainon Lamb, Julie Frost, Michael Bivins, Nathan Morris y Wanya Morris | 3:10     |  |
| 25. | «Rather Die Young»               | Jeff Bhasker, Luke Steele and B. Knowles                                                                        | 3:44     |  |
| 26. | «End of Time»                    | B. Knowles, Nash, S. Taylor, D. Taylor y Wesley Pentz                                                           | 3:45     |  |
| 27. | «I Was Here»                     | Diane Warren | 8:46     |  |
| 28. | «Roseland: Detrás del escenario» | | 6:29     |  |

| Edición de lujo – Antología en vídeo (Disco 2) |                              |                                          |          |  |
| N.º                                            | Título                       | Director(es)                             | Duración |  |
| 1.                                             | «1+1»                        | Beyoncé Knowles, Lauren Briet y Ed Burke | 4:27     |  |
| 2.                                             | «Best Thing I Never Had»     | Diane Martel                             | 4:13     |  |
| 3.                                             | «Party» (con J. Cole)        | Knowles y Alan Ferguson                  | 3:40     |  |
| 4.                                             | «Love on Top»                | Knowles y Ed Burke                       | 3:15     |  |
| 5.                                             | «Countdown»                  | Knowles y Adria Petty                    | 3:33     |  |
| 6.                                             | «Run the World (Girls)»      | Francis Lawrence                         | 4:55     |  |
| 7.                                             | «Dance for You»              | Knowles y Alan Ferguson                  | 5:11     |  |
| 8.                                             | «Beyoncé: detrás de cámaras» |                                          | 20:00    |  |

## Listas y certificaciones
| País (Lista)                             | Mejor posición |
| ---------------------------------------- | -------------- |
| Alemania (Music-DVD Top-20)              | 10             |
| Australia (ARIA Music DVDs Chart)        | 3              |
| Bélgica — Flandes(Ultratop 10 Music DVD) | 6              |
| Bélgica — Valonia(Ultratop 10 Music DVD) | 9              |
| España (Top 20 DVD)                      | 4              |
| Estados Unidos (Top Music Videos)        | 2              |
| Francia (SNEP Top DVD Musicaux)          | 8              |
| Hungría (DVD Top 20 lista)               | 13             |
| Irlanda (Top 20 Music DVDs)              | 8              |
| Italia (Top 20 DVD Musicali)             | 2              |
| Japón (DVD Chart)                        | 62             |
| Países Bajos (Music DVD Top 30)          | 1              |
| Portugal (Top 30 DVD's Musicais)         | 9              |
| Reino Unido (Top 40 Music Video)         | 8              |
| Suecia (DVD Top 20)                      | 8              |
| Suiza (Music DVD Top 10)                 | 8              |

| Lista (2011)                      | Posición |
| --------------------------------- | -------- |
| Australia (ARIA Music DVDs Chart) | 29       |
| Países Bajos (Music DVD Top 30)   | 23       |
| Lista (2012)                      | Posición |
| Estados Unidos (Top Music Videos) | 3        |
| Francia (SNEP Top DVD Musicaux)   | 48       |
| Países Bajos (Music DVD Top 30)   | 11       |

| País           | Certificaciones           |
| -------------- | ------------------------- |
| Australia      | Platino                   |
| Estados Unidos | Oro (edición estándar)    |
| Estados Unidos | Platino (edición de lujo) |
| Francia        | Oro                       |
| Polonia        | Oro                       |

## Créditos y personal
- Mathieu Asselin: fotógrafo contribuyente
- Susannah Benjamin: fotógrafo contribuyente
- Ed Burke: director
- Francesco Carrozzini: fotógrafo contribuyente
- Patrick Demarchelier: fotógrafo contribuyente
- Tony Duran: fotógrafo contribuyente
- Greg Gex: fotógrafo contribuyente
- Anthony Green: director
- Sharif Hamza: fotógrafo contribuyente
- Ty Hunter: estilista
- Beyoncé Knowles: directora, producción ejecutiva
- Adam Larson: director artístico
- Alexi Lubomirski: fotógrafo contribuyente
- Julie Platner: fotógrafo contribuyente
- Shaul Schwarz: fotógrafo contribuyente
- Raquel Smith: asistente de estilista
- Myrna Suárez: fotógrafo contribuyente
- Jenke-Ahmed Tailly: director creativo
- Ellen von Unwerth: fotógrafo contribuyente

Créditos adaptados de las notas del DVD y el sitio web de Beyoncé.

## Historial de lanzamientos
| País           | Fecha                   | Discográfica             | Edición                                 |
| -------------- | ----------------------- | ------------------------ | --------------------------------------- |
| Estados Unidos | 21 de noviembre de 2011 | Columbia Records         | Edición estándar (Exclusivo de Walmart) |
| Bélgica        | 24 de noviembre de 2011 | Sony Music Entertainment | Edición de lujo                         |
| Países Bajos   | 24 de noviembre de 2011 | Sony Music Entertainment | Edición de lujo                         |
| Francia        | 28 de noviembre de 2011 | Sony Music Entertainment | Edición estándar, de lujo               |
| Canadá         | 29 de noviembre de 2011 | Sony Music Entertainment | Edición de lujo                         |
| Estados Unidos | 29 de noviembre de 2011 | Columbia Records         | Edición de lujo                         |
| Australia      | 2 de diciembre de 2011  | Sony Music Entertainment | Edición de lujo                         |
| Alemania       | 2 de diciembre de 2011  | Sony Music Entertainment | Edición estándar, de lujo               |
| Polonia        | 5 de diciembre de 2011  | Sony Music Entertainment | Edición estándar, de lujo               |
| Reino Unido    | 5 de diciembre de 2011  | RCA Records              | Edición de lujo                         |
| Filipinas      | 10 de diciembre de 2011 | Sony Music Entertainment | Edición de lujo                         |
| Japón          | 21 de diciembre de 2011 | Sony Music Japan         | Edición de lujo                         |